# Cúp bóng đá Bulgaria 1947
Cúp bóng đá Bulgaria 1947 là mùa giải thứ 7 của Cúp bóng đá Bulgaria (trong giai đoạn này có tên là Cúp Quân đội Xô-viết). Trong giải đấu có sự tham gia của 10 đội vô địch các giải đấu cúp khu vực. Levski Sofia giành chức vô địch khi đánh bại Botev Plovdiv 1–0 trong trận chung kết tại Sân vận động Yunak ở Sofia.

## Vòng Một
| Đội 1                | Tỉ số             | Đội 2               |
| -------------------- | ----------------- | ------------------- |
| Zagorets Nova Zagora | 1–2               | Chernomorets Burgas |
| Marek Dupnitsa       | 0–0 (aet) 1–3 (R) | Levski Sofia        |

## Tứ kết
| Đội 1               | Tỉ số     | Đội 2             |
| ------------------- | --------- | ----------------- |
| Montana             | 1–2       | Lokomotiv GO      |
| Chernomorets Burgas | 0–1 (aet) | Botev Plovdiv     |
| Pirin Blagoevgrad   | 1–6       | Levski Sofia      |
| Rusenets Ruse       | 0–3       | Dobrudzha Dobrich |

## Bán kết
| Đội 1             | Tổng | Đội 2         | Lượt đi | Lượt về |
| ----------------- | ---- | ------------- | ------- | ------- |
| Dobrudzha Dobrich | 2–4  | Botev Plovdiv | 2–2     | 0–2     |
| Levski Sofia      | 7–2  | Lokomotiv GO  | 5–0     | 2–2     |

## Chung kết

### Chi tiết
| Levski Sofia       | 1−0 | Botev Plovdiv |
| ------------------ | --- | ------------- |
| Spasov 37' (ph.đ.) |     |               |

| Levski | Botev |